# Одмент
Одмент (пол. Odmęt) — село в Польщі, у гміні Менджехув Домбровського повіту Малопольського воєводства.
Населення — 163 особи (2011).
У 1975-1998 роках село належало до Тарновського воєводства.

## Демографія
Демографічна структура станом на 31 березня 2011 року:
|          | Загалом | Допрацездатний вік | Працездатний вік | Постпрацездатний вік |
| -------- | ------- | ------------------ | ---------------- | -------------------- |
| Чоловіки | 80      | 12                 | 51               | 17                   |
| Жінки    | 83      | 15                 | 39               | 29                   |
| Разом    | 163     | 27                 | 90               | 46                   |